# Lispocephala fuscobrunnea
Lispocephala fuscobrunnea är en tvåvingeart som beskrevs av Malloch 1928. Lispocephala fuscobrunnea ingår i släktet Lispocephala och familjen husflugor. Inga underarter finns listade i Catalogue of Life.